# Dystrykt İskele
Dystrykt İskele (tur. İskele İlçesi) – jeden z 6 dystryktów Tureckiej Republiki Cypru Północnego, znajduje się we wschodniej części kraju. Stolicą dystryktu jest Trikomo. W 2006 dystrykt zamieszkiwało 21 099 osób.
Zgodnie z prawem Republiki Cypru obszar północnocypryjskiego dystryktu İskele wchodzi w skład cypryjskiego dystryktu Famagusta.